# Pulau Makalehi
Pulau Makalehi är en ö i Indonesien.   Den ligger i provinsen Sulawesi Utara, i den nordöstra delen av landet, 2 300 km öster om huvudstaden Jakarta. Arean är 3,1 kvadratkilometer.
Terrängen på Pulau Makalehi är lite kuperad. Öns högsta punkt är 191 meter över havet. Den sträcker sig 2,3 kilometer i nord-sydlig riktning, och 2,1 kilometer i öst-västlig riktning.